# Junior Cadougan
Junior Carlisle Cadougan (North York, 7 maggio 1990) è un ex cestista e allenatore di pallacanestro canadese con cittadinanza trinidadiana.

## Carriera
Con il Canada ha disputato due edizioni dei Campionati americani (2013, 2015) e i Giochi panamericani di Toronto 2015.

## Statistiche

### College
| Anno      | Squadra             | PG  | PT | MP   | TC%  | 3P%  | TL%  | RP  | AP  | PRP | SP  | PP  |
| --------- | ------------------- | --- | -- | ---- | ---- | ---- | ---- | --- | --- | --- | --- | --- |
| 2009-2010 | Marquette G. Eagles | 12  | 0  | 3,9  | 0,0  | 0,0  | 66,7 | 0,4 | 0,3 | 0,1 | 0,0 | 0,3 |
| 2010-2011 | Marquette G. Eagles | 36  | 5  | 19,8 | 42,2 | 15,4 | 63,8 | 1,8 | 3,2 | 0,6 | 0,1 | 4,0 |
| 2011-2012 | Marquette G. Eagles | 34  | 33 | 28,6 | 38,4 | 23,7 | 68,6 | 2,1 | 5,4 | 1,1 | 0,2 | 6,3 |
| 2012-2013 | Marquette G. Eagles | 35  | 35 | 28,1 | 43,1 | 22,6 | 71,4 | 2,9 | 3,8 | 1,1 | 0,1 | 8,5 |
| Carriera  | Carriera            | 117 | 73 | 23,2 | 40,7 | 21,7 | 68,0 | 2,1 | 3,7 | 0,8 | 0,1 | 5,6 |

## Palmarès

### Club
- NBL Canada: 1

London Lightning: 2016-17

### Individuale
- NBL Canada Most Improved Player of the Year: 1

2019